# Sebdeniaceae
Sebdeniaceae, porodica crvenih alga smještenih u vlastiti red Sebdeniales. Oko 20 vrsta priznato je unutar 4 roda.

## Rodovi
1. Crassitegula C.W.Schneider, C.E.Lane & G.W.Saunders
2. Cryptocallis Huisman & G.W.Saunders
3. Lesleigha Kraft & G.W.Saunders
4. Sebdenia (J.Agardh) Berthold